# Guía (cable)

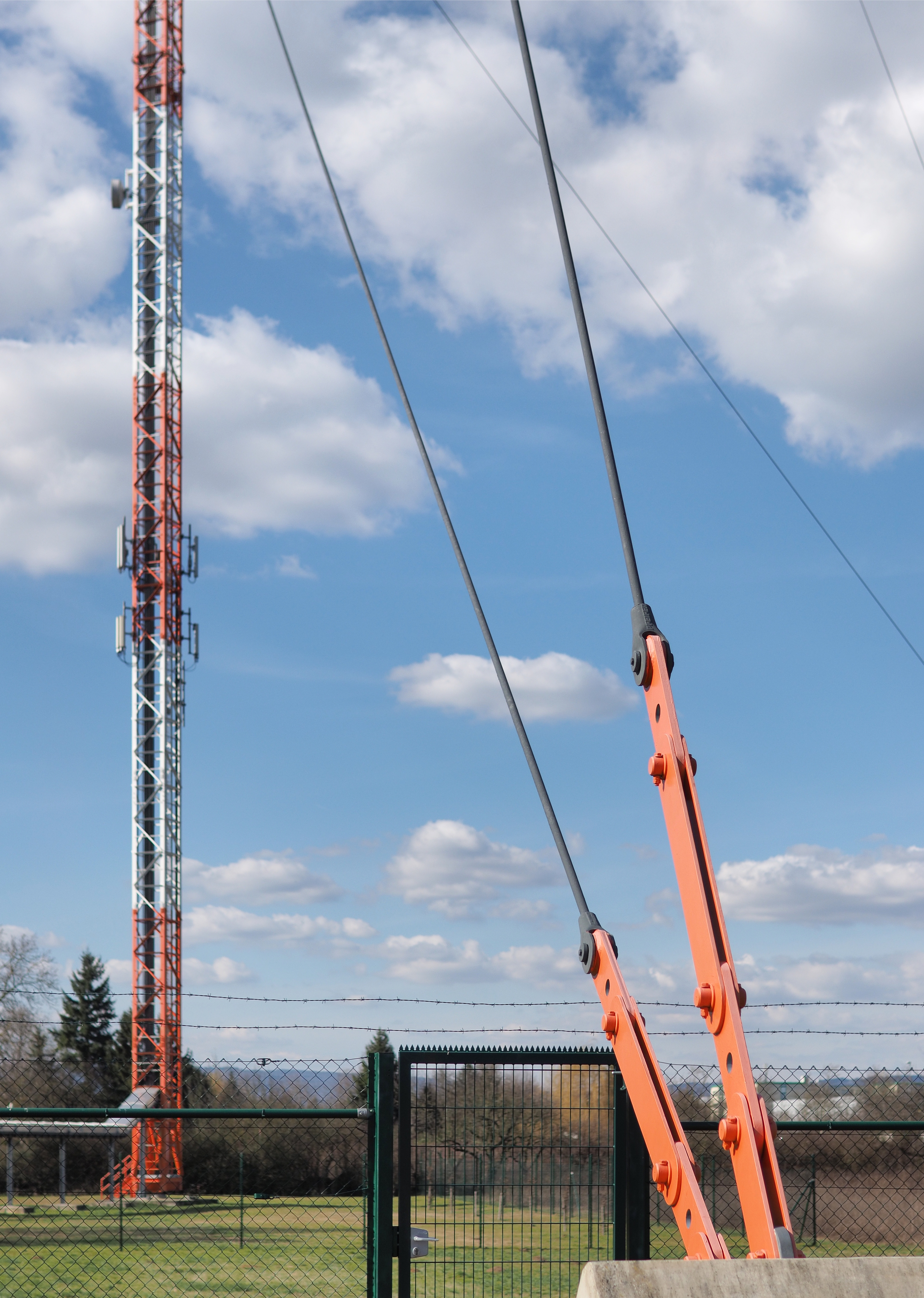
Cables Guy del transmisor de Mainz-Kastel, Hesse, Alemania

La Guía (Viento) es el aparejo o cabo sencillo con que se dirige o sostiene alguna cosa en la situación conveniente a su objeto. (ing. Guy).

## Etimología
La Guía, llámese también Viento. El de los mástiles mayores, cabrias y machinas se llama Patarráez.

## Tipos de Guía en náutica
- Guía de la candaliza (Viento de la candaliza)
- Guía del botalón rastrero (Viento del botalón rastrero)
- Guía de los foques y petifoque (Viento de los foques y petifoque)
- Patarráez de palo mayor (Guía de palo mayor, Viento de palo mayor)
- Patarráez de cabrias (Guía de cabrias, Viento de cabrias)
- Patarráez de machina (Guía de machina, Viento de machina)